# Fratelli di Soledad
I Fratelli di Soledad sono un gruppo musicale italiano nato nel 1989 a Torino con il nome di Soledad Brothers e che hanno ottenuto una fama a livello nazionale nella prima parte degli anni novanta. 
Il nome deriva dal titolo del libro che raccoglie le lettere dal carcere di George Jackson, militante delle Black Panthers ucciso nel 1971 nel carcere di San Quintino.

## Storia
I Fratelli di Soledad nascono dalle ceneri dei Soledad Brothers alla fine del 1990; esordiscono nel loro primo concerto il 17 novembre 1990 ad Imperia, nel centro sociale Sobbalzo; il 22 dicembre dello stesso anno si esibiscono a Torino nell'area Drive-in per il loro secondo concerto. Il 17 gennaio 1991, dall'Hiroshima di Torino, parte il primo tour del gruppo: 29 date in centri sociali, discoteche, birrerie, feste e sagre sparse tra il Piemonte, la Lombardia, la Liguria e la Toscana. Il tour registra un buon coinvolgimento tra il pubblico e questo invoglia il gruppo ad incidere il loro primo album. Esce così nel 1992, Barzellette e massacri: 8 brani, tutti scritti da Giorgio Silvestri, dai ritmi ska-rock con testi irriverenti e politicizzati.
I brani più famosi dell'album sono: Fratelli di Soledad, Brescia Bologna Ustica e Radiomuffin. Il successo dell'album, fa da amplificatore al tour 1992, il secondo nella storia del gruppo. Un tour decisamente più lungo ed itinerante rispetto al precedente: 63 date sparse lungo tutta la penisola, con una puntatina anche oltre frontiera, in Spagna.
L'album d'esordio viene seguito nel 1994 da Gridalo forte. Nel 1994 il gruppo pubblica Salviamo il salvabile, raccolta di cover più o meno famose tratte dal repertorio della musica d'autore (e non) italiana. Nel 1996 pubblicano per la Virgin il loro quarto e ultimo album Balli e pistole, prodotto da Max Casacci, che si rivela piuttosto diverso dal resto del precedente repertorio.
Dopo più di 500 concerti in tutta la penisola, un'apparizione a Valencia in Spagna e la partecipazione ai più importanti festival rock italiani da Arezzo Wave, a Sonoria, a Pellerossa, nel 1998 il gruppo si scioglie, congedandosi con il proprio pubblico torinese in un indimenticabile ed emozionante concerto al Barrumba di Torino, strapieno per l'occasione. Dopo quattro anni di silenzio il gruppo si è ricomposto e quelle che avrebbero dovuto essere tre uniche uscite live estive, previste in occasione del Festival Independent Explosion 2002, si sono presto trasformate in un tour di 60 date. Alcuni di questi concerti sono stati registrati e nel giugno 2003 è uscito in tutti i negozi su etichetta Mescal un album dal vivo Sulla strada in concerto contenente tre brani inediti e nuove versioni live di canzoni riferite ai precedenti lavori della band. Da segnalare la partecipazione durante l'anno 2003 ad alcuni importanti festival quali: Tora Tora 2003, Arezzo Wave 2003, Independent Days 2003, Chicobum Festival 2003/2004, Traffic Torino Festival 2004.
A nove anni di distanza da Balli e pistole, i Fratelli di Soledad hanno pubblicato nel 2005 Mai dire mai, edito da Manifesto CD. L'8 maggio 2010 è uscito, per festeggiare i 20 anni di concerti, il CD Fratelli senza paura contenente materiale nuovo registrato presso l'Orange Studio di Collegno (TO) e prodotto dal gruppo insieme a Josh Sanfelici.
Il 15 aprile del 2014 esce Salviamo il salvabile atto II nuovo album di cover prodotto da Max Casacci.

## Formazione

### Formazione attuale
- Roberto Boggio - voce
- Gianluca Vacha - tastiere
- Giorgio Silvestri - chitarra
- Alberto Vacchiotti - chitarra
- Sergio Pollone - batteria
- Luigi Napolitano - tromba
- Luca Pisu - basso
- Gabriele Biei - trombone

### Ex componenti
- Josh Sanfelici
- Vito Miccolis
- Salvatore Canzoneri
- Marco Ciari
- Exir Gennari
- Elvin Betti

## Discografia

### Album in studio
- 1992 – Barzellette e massacri
- 1994 – Gridalo forte
- 1994 – Salviamo il salvabile
- 1996 – Balli e pistole
- 2005 – Mai dire mai
- 2010 – Fratelli senza paura
- 2014 – Salviamo il salvabile atto II

### Album dal vivo
- 2003 – Sulla strada in concerto

### Raccolte e live
- Primo demo registrato in cantina (musicassetta) - 1989
- Secondo Demo (musicassetta)  - 1990
- Torino Posse - Lega la Lega (Compilation)(vinile) - 1991
- Torino Bagdad (Compilation in musicassetta) - 1991
- Biennale a Valencia (Compilation) - 1992
- E cantava le canzoni...(Compilation tributo a Rino Gaetano - Cd e musicassetta) - 1993
- Italian Posse II (Compilation)(Cd) - 1993
- Piantatela (Compilation Leoncavallo Live)(Cd) - 1993
- Freedom (Compilation dedicata ai detenuti Indiani)(Cd) - 1995
- Max Generation - La musica che cambia (Compilation)(Cd) - 1995
- Sulla strada (il singolo)(Cd) - 1996
- War is Insanity (Compilation)(Vinile) - 1996
- Quello che siamo (Cd) - 1996
- Gridalo forte Remix (Vinile) - 1996
- Ballo e pistole (il singolo)(Cd) - 1996
- Mescal Action Vol. 1 (Compilation) - 1999
- Giovaninrock (Compilation)(Cd) - 2001
- Mad for Ska (Compilation)(Cd) - 2002
- Vitaminic Indie - Combat (Compilation) - 2002
- Tavagnasco Rock 2003 (Compilation)(CD) - 2003
- Tora Tora (Compilation)(Cd) - 2003
- Mille papaveri rossi (Compilation)(Cd) - 2003
- Tavagnasco Rock (Compilation)(Cd) - 2005